# فيرنر ليندة
فيرنر ليندة (بالإنجليزية: Werner Linde)‏ (و. 1944  م) هو لاعب كرة سلة من أستراليا، ولاتفيا، ولد في بوزنان، شارك في الألعاب الأولمبية الصيفية 1964.

## روابط خارجية
- فيرنر ليندة على موقع الاتحاد الدولي لكرة السلة (الإنجليزية)
- فيرنر ليندة على موقع الاتحاد الدولي لكرة السلة (الإنجليزية)
- فيرنر ليندة على موقع سبورتس رفرنس (الإنجليزية)
- فيرنر ليندة على موقع أوليمبيديا (الإنجليزية)
- فيرنر ليندة على موقع اللجنة الأولمبية الأسترالية (الإنجليزية)